# Melanagromyza padmanabhi
Melanagromyza padmanabhi är en tvåvingeart som beskrevs av Singh och Ipe 1973. Melanagromyza padmanabhi ingår i släktet Melanagromyza och familjen minerarflugor. Inga underarter finns listade i Catalogue of Life.